# Regionální značka
Regionální značka je marketingový koncept, který podporuje udržitelný rozvoj regionů tím, že zviditelňuje regionální výrobky. V Česku v současnosti existuje několik desítek regionálních značek, z nichž většina je sdružena v Asociaci regionálních značek.

## Základní podmínky
Základními podmínkami pro vznik regionální značky jsou:
- jednoznačně vymezený region, ke které se vztahuje původ výrobku a surovin, použitých na jeho výrobu;
- pravidla pro udílení značky, které jsou zveřejněna a jasně popisují kritéria pro posouzení výrobků.
- udílení značky výrobkům na základě pravidel posuzuje certifikační komise.

Mezi základní pravidla pro udílení značky patří nejčastěji tyto podmínky (mimo dodržení standardních norem a předpisů):
- výrobek vyrábí místní subjekt;
- výrobek je šetrný vůči životnímu prostředí;
- výrobek je jedinečný ve vztahu k vymezenému území:
  - původ surovin (přednostně, respektive pokud je to možné) je rovněž regionální,
  - charakteristický a tradiční výrobek pro danou oblast,
  - produkt dobře reprezentuje region nebo má výjimečnou kvalitu.

## Přínosy
Koncept regionálního značení přispívá k ekonomickému oživení regionu se zřetelem ke všem třem pilířům udržitelného rozvoje.
Prostřednictvím propagace regionální značka podporuje místní podnikatele (zejména drobní zemědělci, řemeslníci, menší podniky), a tím přispívá k diverzifikaci ekonomických činností na venkově a oživování místních ekonomik. U místních obyvatel zvyšuje sounáležitost s regionem a iniciuje různé formy spolupráce v regionu mezi podnikateli, veřejnou správou, neziskovým sektorem i ochranou přírody. Značka funguje jako platforma pro setkávání různých aktérů v rámci regionu.
Z environmentálního hlediska je příznivá obnova regionálního trhu (místní výroba a spotřeba), který snižuje dopravní zátěž, podpora šetrnější produkce i rozšíření možností udržitelného cestovního ruchu.
Současně jej lze považovat za účinný způsob propagace regionu navenek.
Podle průzkumu provedeného agenturou Nielsen Admosphere v roce 2017 je pro 17 % lidí název "regionální" nejdůležitějším označením při výběru potravin a 87 % lidí alespoň někdy nakupuje cíleně regionální produkty.

## Vývoj značení v Česku
První zaregistrovanou regionální značkou v České republice byla známka Tradice Bílých Karpat, kterou Občanské sdružení Tradice Bílých Karpat zapsalo v roce 1998.
Významným posunem v rozvoji regionálního značení pak byl vznik značek pro výrobky z Krkonoš, Šumavy a Beskyd v rámci projektu „Natura 2000 – Lidé přírodě, příroda lidem“, který provedlo v letech 2004–2005 Regionální environmentální centrum ČR (REC ČR). Kritéria, která byla stanovena pro účely udílení regionální značky v těchto regionech, vytvořila v Česku určitý standard, který později z velké části přijaly také ostatní systémy značení. V roce 2008 navázalo na činnost REC ČR občanské sdružení Apus, které sdružilo regionální značky do projektu s názvem „Domácí výrobky“, který se v témže roce transformoval v Asociaci regionálních značek, o.s. (ARZ).
Kromě značek sdružených v ARZ funguje v Česku řada dalších regionálních značek. Celkem lze v současnosti v Česku najít minimálně 39 regionálních značek, z nichž více než 2/3 jsou sdruženy v Asociaci regionálních značek.

### Regionální značky v Česku
| Region                     | Název značky                                  | Sdružení | Vznik |
| -------------------------- | --------------------------------------------- | -------- | ----- |
| Beskydy                    | BESKYDY originální produkt®                   | ARZ      | 2006  |
| Bílé Karpaty               | Tradice Bílých Karpat®                        |          | 2000  |
| Blaník                     | KRAJ BLANICKÝCH RYTÍŘŮ regionální produkt®    | ARZ      | 2011  |
| Brněnsko                   | BRNĚNSKO originální produkt®                  | ARZ      | 2021  |
| Broumovsko                 | BROUMOVSKO regionální produkt®                | ARZ      | 2011  |
| České středohoří           | ČESKÉ STŘEDOHOŘÍ regionální produkt®          | ARZ      | 2015  |
| Českosaské Švýcarsko       | ČESKOSASKÉ ŠVÝCARSKO regionální produkt®      | ARZ      | 2010  |
| Český les                  | Sem patřím...Český les                        |          | 2013  |
| Český ráj                  | Regionální produkt Český ráj                  |          | 2007  |
| Haná                       | HANÁ regionální produkt®                      | ARZ      | 2009  |
| Hlinecko                   | Kvalita z Hlinecka                            |          | 2014  |
| Jablunkovsko               | GÓROLSKO SWOBODA regionální produkt®          | ARZ      | 2007  |
| Jeseníky                   | JESENÍKY originální produkt®                  | ARZ      | 2010  |
| Jizerské hory              | Regionální produkt Jizerské hory              |          | 2010  |
| Lužické hory a Máchův kraj | Regionální produkt Lužické hory a Máchův kraj |          | 2011  |
| Kraj Pernštejnů            | KRAJ PERNŠTEJNŮ regionální produkt®           | ARZ      | 2014  |
| Krkonoše                   | KRKONOŠE originální produkt®                  | ARZ      | 2005  |
| Krušnohoří                 | KRUŠNOHOŘÍ regionální produkt®                | ARZ      | 2013  |
| Kutnohorsko                | KUTNOHORSKO regionální produkt®               | ARZ      | 2016  |
| Lužnice                    | Regionální produkt Mikroregionu Lužnice       |          | 2011  |
| Moravská brána             | MORAVSKÁ BRÁNA regionální produkt®            | ARZ      | 2011  |
| Moravské Kravařsko         | MORAVSKÉ KRAVAŘSKO regionální produkt®        | ARZ      | 2007  |
| Moravský kras              | MORAVSKÝ KRAS regionální produkt®             | ARZ      | 2007  |
| Opavské Slezsko            | OPAVSKÉ SLEZSKO regionální produkt®           | ARZ      | 2014  |
| Orlické hory               | ORLICKÉ HORY originální produkt®              | ARZ      | 2007  |
| Podkrkonoší                | PODKRKONOŠÍ regionální produkt®               | ARZ      | 2008  |
| Polabí                     | POLABÍ regionální produkt®                    | ARZ      | 2008  |
| Poohří                     | POOHOŘÍ regionální produkt®                   | ARZ      | 2015  |
| Prácheňsko                 | PRÁCHEŇSKO regionální produkt®                | ARZ      | 2010  |
| Slovácko                   | Tradiční výrobek Slovácka                     | ARZ      | 2008  |
| Slovácko                   | SLOVÁCKO regionální produkt®                  | ARZ      | 2020  |
| Sokolovsko                 | Original product of Sokolovsko                |          | 2014  |
| Šumava                     | ŠUMAVA originální produkt®                    | ARZ      | 2006  |
| Toulava                    | TOULAVA regionální produkt®                   | ARZ      | 2012  |
| Valašsko                   | Pravé valašské                                |          | 2012  |
| Vltavotýnsko               | Regionální produkt Vltavotýnsko               |          | 2011  |
| Vysočina                   | VYSOČINA regionální produkt®                  | ARZ      | 2007  |
| Západní Čechy              | Místní výrobek ze západu Čech                 |          | 2010  |
| Zápraží                    | ZÁPRAŽÍ originální produkt®                   | ARZ      | 2012  |
| Znojemsko                  | ZNOJEMSKO regionální produkt®                 | ARZ      | 2012  |
| Železné hory               | ŽELEZNÉ HORY regionální produkt®              | ARZ      | 2011  |